# Johan Fano
Johan Javier Fano Espinoza (Huánuco, 9 agosto 1978) è un ex calciatore peruviano di ruolo attaccante.

## Carriera

### Club
Inizia nelle giovanili del León de Huánuco. L'allenatore della prima squadra, Cesar Chacon, rimase colpito dalle sue abilità calcistiche e a 16 anni lo invitò ad allenarsi con la squadra che allora giocava nella Prima Divisione peruviana.
Ha giocato con il León de Huánuco, Union Minas, Alcides Vigo, Deportivo Pesquero, Sport Boys, Alianza Lima, Coronel Bolognesi Fútbol Club e Universitario de Deportes. Contro il Coronel Bolognesi Fútbol Club segnò il suo 100 gol nel Campeonato Descentralizado nella partita che l'Universitario pareggio per 1-1.
Nel 2008, dopo un litigio con l'allenatore Ricardo Gareca, Johan si trasferisce all'Once Caldas, in Colombia, con il cui vince il Campionato di calcio colombiano e riesce a piazzarsi secondo nella classifica di goleador.
Nel 2010, dopo aver rifiutato proposte del Deportivo Cali si trasferisce all'Atlante.

### Nazionale
Fano segna il suo primo gol nella partita contro l'Argentina al 93' minuto nella partita valevole per le Qualificazioni al campionato mondiale di calcio 2010.

## Palmarès

### Club
- Campionato di calcio colombiano: 1

Once Caldas: 2009

### Individuali
- Capocannoniere della Prima divisione peruviana:1

2007
- Premio Menéndez Sports per il goleador dell'anno: 1

2007
- Capocannoniere della Primera División de México:1

2010